# Соёсан (станция метро)
«Соёсан» (кор. 소요산역) — станция железнодорожный линии Кёнвонсон, конечная наземная (открытая) станция линии 1 электрифицированного железнодорожного транспорта столичного региона; это одна из пяти станций на территории Тондучхона (все на одной линии). Она представлена двумя боковыми платформами. Станция обслуживается корпорацией железных дорог Кореи (Korail). Расположена в квартале Санбонам-дон (адресː 126-3 Sangbongam-dong, 2925 Pyeonghwaro) в городе Тондучхон (провинция Кёнгидо, Республика Корея). На станции установлены платформенные раздвижные двери.
Названа из-за расположенной поблизости одноименной горы. Станция также обслуживается ж/д линией Кёнвон (Сеул—Вонсан).
Пассажиропоток — 4 845 чел/день (на 2013 год).
Станция для пригородного сообщения была открыта 23 декабря 1975 года. Первая линия Сеульского метрополитена была продлена до города Тондучхон, сделав Соёсан конечной станцией в северном направлении, 15 декабря 2006 года.